# 治平 (北宋)
治平（1064年—1067年）是北宋时宋英宗赵曙的年号，共计4年。治平四年正月宋神宗即位沿用。

## 年號含義
谓政治清明，社会安定。语出《抱朴子》：“又于治世隆平，则谓之有道，危国乱主，则谓之无道。”

## 改元
- 嘉祐九年——正月初一日，改元為治平元年。[2][3][4]
- 治平五年——正月初一日，改元為熙寧元年。[5][6]

## 紀年農曆對照表
表格中各月的干支即為各月的第1日，「大」表示該月有30日，「小」表示該月有29日，「閏月」表格中的中文數字表示該年為閏某月（比如「五丙寅」裡有中文數字「五」，即表示該行所在年份有閏五月），各月初一底下的數字表示對應的西曆日期。
| 西元   | 干支 | 紀年     | 正月   | 二月   | 三月   | 四月   | 五月   | 六月   | 七月   | 八月   | 九月   | 十月   | 十一月 | 十二月    | 閏月     |
| ------ | ---- | -------- | ------ | ------ | ------ | ------ | ------ | ------ | ------ | ------ | ------ | ------ | ------ | --------- | -------- |
| 1064年 | 甲辰 | 治平元年 | 丁酉大 | 丁卯大 | 丁酉大 | 丁卯小 | 丙申大 | 乙未小 | 甲子大 | 甲午小 | 癸亥小 | 壬辰大 | 壬戌大 | 壬辰小    | 五丙寅小 |
| 1064年 | 甲辰 | 治平元年 | 1/21   | 2/20   | 3/21   | 4/20   | 5/19   | 7/17   | 8/15   | 9/14   | 10/13  | 11/11  | 12/11  | 1065/1/10 | 6/18     |
| 1065年 | 乙巳 | 治平二年 | 辛酉大 | 辛卯大 | 辛酉小 | 庚寅大 | 庚申小 | 己丑大 | 己未小 | 戊子大 | 戊午小 | 丁亥大 | 丁巳小 | 丙戌大    |          |
| 1065年 | 乙巳 | 治平二年 | 2/8    | 3/10   | 4/9    | 5/8    | 6/7    | 7/6    | 8/5    | 9/3    | 10/3   | 11/1   | 12/1   | 12/30     |          |
| 1066年 | 丙午 | 治平三年 | 丙辰小 | 乙酉大 | 乙卯小 | 甲申大 | 甲寅大 | 甲申小 | 癸丑大 | 癸未小 | 壬子大 | 壬午小 | 辛亥大 | 辛巳小    |          |
| 1066年 | 丙午 | 治平三年 | 1/29   | 2/27   | 3/29   | 4/27   | 5/27   | 6/26   | 7/25   | 8/24   | 9/22   | 10/22  | 11/20  | 12/20     |          |
| 1067年 | 丁未 | 治平四年 | 庚戌大 | 庚辰小 | 己酉大 | 戊申大 | 戊寅小 | 丁未大 | 丁丑大 | 丁未小 | 丙子大 | 丙午小 | 乙亥大 | 乙巳小    | 三己卯小 |
| 1067年 | 丁未 | 治平四年 | 1/18   | 2/17   | 3/18   | 5/16   | 6/15   | 7/14   | 8/13   | 9/12   | 10/11  | 11/10  | 12/9   | 1068/1/8  | 4/17     |

## 大事记
- 治平三年——四月，宋英宗命令司马光写《资治通鉴》。
- 治平四年——正月初八日，宋英宗去世，宋神宗趙頊即位。[2][5]

## 同期存在的其他政權之紀年
- 中國
  - 清寧（1055年－1064年）：契丹—遼道宗耶律洪基之年號
  - 咸雍（1065年－1074年）：契丹、遼—遼道宗耶律洪基之年號
  - 拱化（1063年－1067年）：西夏—夏毅宗李諒祚之年號
  - 乾道（1067年－1068年）：西夏—夏惠宗李秉常之年號
  - 正德（1062年－1073年）：大理—段思廉之年號
- 日本
  - 康平（1058年－1065年）：後冷泉天皇之年号
  - 治曆（1065年－1069年）：後冷泉天皇與後三条天皇之年号
- 越南 
  - 彰聖嘉慶（1059年－1065年）：李朝—李日尊之年號
  - 龍章天嗣（1066年－1068年）：李朝—李日尊之年號

## 参看
- 中国年号索引
- 其他政权使用的治平年号

## 深入閱讀
- 李崇智. . 北京: 中華書局. 2004年12月. ISBN 7101025129.
- 鄧洪波. . 臺北: 國立臺灣大學東亞經典與文化研究計劃. 2005年3月  [2021-11-17]. ISBN 9789860005189. （原始内容 (pdf)存档于2007-08-25）.

| 前一年號： 嘉祐 | 北宋年号 治平 | 下一年號： 熙宁 |